# Johannes Balthasar Wernher

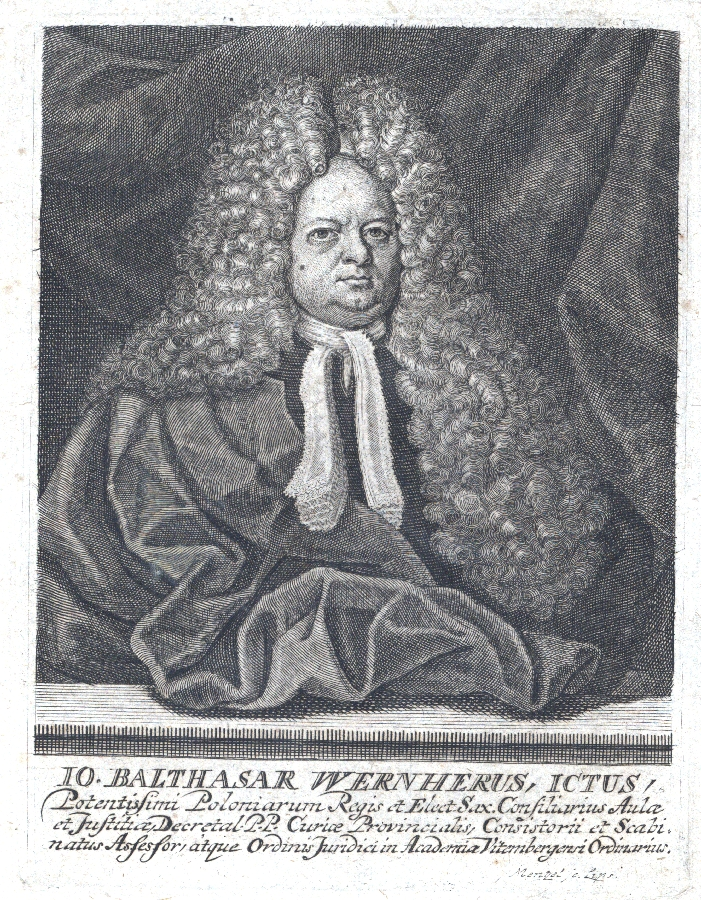
Johannes Balthasar Wernher

Johannes Balthasar Wernher, ab 1743 Reichsfreiherr von Wernher (* 29. Februar 1676 in Ettenhausen; † 11. November 1742 in Wien), war ein deutscher Rechtswissenschaftler und Mathematiker.

## Leben
Johannes Balthasar wurde als Sohn des Ettenhausener Pfarrers Ludwig Gottfried Wernher und dessen Frau Anna Barbara (geb. Dopf) geboren. An der Schule in Rothenburg ob der Tauber erhielt er unter der Leitung seines Vaters, die erste Ausbildung. Im Sommersemester 1695 besuchte er die Universität Leipzig, wo er 1697 den akademischen Grad eines Magisters der Philosophie erwarb. In Leipzig hielt er private Vorlesungen zur Mathematik, wurde am 15. Dezember 1699 Adjunkt an der philosophischen Fakultät der Universität Wittenberg und im selben Jahr Professor der niederen Mathematik.
In Wittenberg absolvierte er juristische Studien und wurde am 21. Dezember 1700 Lizentiat der Rechte. Auf seine Bitte erteilte ihm Kurfürst August II. 1701 eine außerordentliche juristische Professur, und nachdem er am 22. September 1701 zum Doktor beider Rechte promoviert wurde, übertrug man ihm am 1. Mai 1702 eine ordentliche Professur. Am 17. Februar 1718 wurde er erster Professor der juristischen Fakultät als Ordinarius, Direktor des Wittenberger Konsistoriums.
Nachdem er im Sommersemester 1707 Prorektor sowie 1713 und 1725 auch Rektor der Wittenberger Akademie gewesen war, wurde er in Dresden Kursächsischer Hof- und Justizrat. Auch am Kaiserhof in Wien war man auf ihn aufmerksam geworden. Dort wurde er 1729 kaiserlicher Hofrat, im November 1731 wurde er von Kaiser Karl VI. in den Stand eines Reichsfreiherrn erhoben und von Kaiser Karl VII. im Mai 1743 in der Reichshofratswürde bestätigt. Bevor er von Wien abreisen konnte, verstarb er dort.
Seine 1715 geschlossene Ehe mit Euphrosina Erhard, blieb kinderlos.

## Werke (Auswahl)
- Disp. De praecipuo analyseos mathematicae fundamento. (Resps. Georg Münchroth) Georg, Leipzig 1697. (Digitalisat)
- Disputatio Metaphysica. De Potentia Causativa. (Resp. Caspar Michael Alsleben) Leipzig 1697.
- Dissertatio De Secundo Analyseos Mathematicae Fundamento. (Resp. Tobias Müller) Georg, Leipzig 1697. (Digitalisat)
- De tertio analyseos mathematicae fundamento. (Resp. Justinus Wachtel) Georg, Leipzig 1697.
- Dissertatio Moralis De Actionum Moralium, Quae Iuris Naturalis Obiectum Constituunt, Materiali Atque Formali. (Resp. Jphann Heinrich Sommer) Brandenburger, Leipzig 1697. (Digitalisat)
- Disputatio physica de saporibus eorumque differentiis. (Resp. Johann Andreas Plohr) Brandenburger, Leipzig 1698. (Digitalisat)
- De Obligatione Matrimoniali secundum Legem Naturae. Brandenburger, Leipzig 1698. (Digitalisat)
- Dissertationem Moralem De Norma Actionum Humanarum. (Resp.Friedrich Benedict Kettner) Brandenburger, Leipzig 1698. (Digitalisat)
- Dissertatio Politico-Moralis De Moralitate Simulationis Aulicae. (Resp. Johann Peter Gösel) Georg, Leipzig 1698. (Digitalisat)
- Dissertatio moralis de religione hominis secundum Legem Naturae. (Resp. Johann Heinrich Götz) Brandenburger Leipzig 1698. (Digitalisat)
- Dissertatio in qua Genuinae Methodi Leges Naturales Investigandi, Uberiorem Demonstrationem . . . (Resp. Samuel Seeliger) Brandenburger, Leipzig 1698. (Digitalisat)
- De jure parentum & liberorum secundum legem naturae. (Christian Friderich Goebel) Brandenburger, Leipzig 1698.
- Dissertatio Juris Naturalis De Principiis Officiorum Humanorum Internis. (Resp. Johann Friderich Nicolai) Fleischer, Leipzig 1699. (Digitalisat)
- Dissertatio in qua iudicium de praecipuis nonnullis scriptoribus iuris naturae proponit. (Resp. Johann Tobias Rauschelbach) Brandenburger, Leipzig 1699. (Digitalisat)
- Dissertatio Iuris Naturalis De Questione: An Violenta Defensio Adversus Aggressorem In Casu Necessitatis Sit Permissa? (Resp. Johann Michael Hoffmann) Brandenburger, Leipzig 1699. (Digitalisat)
- Dissertatio moralis De modo obligationem hominum qua talium mutuam scientifice demonstrandi. (Resp. Johannes Weise) Brandenburger, Leipzig 1699. (Digitalisat)
- Dissertatio de naturali homicidiorum quorundam impunitate. (Resp. Michael Lobegott Marggraf) Göz, Leipzig 1699. (Digitalisat)
- De apodicta moralium certitudine. Brandenburger, Leipzig 1699. (Digitalisat)
- Dissertatio Moralis De Modo Obligationem Hominum Qua Talium Mutuam Scientifice Demonstrandi. (Resp. Johannes Weise) Brandenburger, Leipzig 1699. (Digitalisat)
- Dissertatio mathematica de transpositione aequationum indeque resultantibus earum finibus. (Resp. Friderich Caspar Hagen) Kreusig, Wittenberg  1699. (Digitalisat)
- Dissertatio mathematica De variis arcuum in circulo, et angulorum sinibus per analysin speciosam demonstratis. (Resp. Johannes Conrad Gall) Goderitsch, Leipzig 1700. (Digitalisat)
- De aequationibus quatuor dimensionum. (Resp. Albrecht Heinrich Rauwolf) Schroedter, Wittenberg 1701. (Digitalisat)
- De juramentorum varietate eorumque in foro usu. (Resp. Johann Christoph von Ponickau) Schroedter, Wittenberg 1701. (Digitalisat)
- De clausula derogatoria testamento adjecta. (Resp. Johann Michael Dachselt)  Schultze, Wittenberg 1701. (Digitalisat)
- Disputatio Juridica, De Auctoritate Juris Civilis Circa Obligationes Naturales. (Resp. Wolfgang Bernhard von Tschirnhaus) Schroedter, Wittenberg 1701. (Digitalisat)
- Disputatio Juridica De Exceptione Casualis Interitus. (Resp. Franz Jacob Gottfried Döbler) Kreusig, Wittenberg 1702. (Digitalisat)
- Ad Jus Justinianeum privatum 1: De jurisprudentia et jure in genere. (Resp. Julius Dieter Haerpfer) Schroedter, Wittenberg 1702.
- Dissertationem Inauguralem In Eaque Positiones Ex Argumento Iuris De Continentia Causarum. (Resp. Georg Christoph Bohle)  Meyer, Wittenberg 1703. (Digitalisat)
- Elementa Juris Naturae Et Gentium ; Ex universali Principio deducta, nec non ad usum in Jure Civili passim accommodata. Ludovicus, Wittenberg 1704 u. 1720. (Digitalisat der Ausg. 1705)
- Disputatio Iuridica De Clausula Cum Libera In Mandatis Extraiudicialibus Omni Iure Superflua. (Resp. August Wilhelm Magen) Gerdes, Wittenberg 1705. (Digitalisat)
- Dissertatio inauguralis iuridica qua dispositio legis 1. Cod. Quando libellus principi datus litis contestationem faciat, evolvitur. (Resp. Johann Gottfried Kraus) Wittenberg 1706. (Digitalisat)
- De obligatione alteri per alterum quaerenda. Wittenberg 1707. (Digitalisat)
- Disputatio Juridica, qua Selectas Conclusiones Forenses. (Resp. Johannes Meyer) Schroedter, Wittenberg 1707. (Digitalisat)
- Dissertatio Inavgvralis, De Potestate Principis Circa Novas Nvptias Malitioso Desertori Statim Post Sententiam Concedendas. (Resp. Friderich Adolph Warlitz) Gerdes, Wittenberg 1708. (Digitalisat)
- Theses Miscellaneas Ex Vario Iure Desumtas. (Resp. Johannes David Voelckel) Kreusig, Wittenberg 1709. (Digitalisat)
- Dissertationem De Beneficio Competentiæ Generatim, Speciatimqve Nobilibvs Concesso. (Resp. Jhannes Adam Brescius) Gerdes, Wittenberg 1709. (Digitalisat)
- Selectae Observationes Forenses, Novissimis Dicasteriorum Vitembergensium Praejudiciis Confirmatae. 6 Bände. Ludwig, Wittenberg 1710. (Digitalisat Band 1), (Band 3 = Pars 4), ((Band 4 = Pars 5/6), (Band 5 = Pars 7/8), (Band 6 = Pars9/10)
- Positiones practicas de citatione aliisque processus iudiciarii capitibus. (Resp. Johann Christian Ortel) Kreusig, Wittenberg 1710. (Digitalisat)
- Disputatio juridica de eo quod in piis causis impium est. Gerdes, Wittenberg 1710. (Digitalisat)
- Positiones practicae circa materiam probationis. (Resp. Heinrich Jacob Otto) Gerdes, Wittenberg 1710. (Digitalisat)
- Manuale Pandectarum Quo Ea, Quae Inprimis Scitu Necessaria Sunt Et Usum In Foro Praestant, Breviter Exhibentur. Ludovicus, Wittenberg 1711. (Digitalisat)
- De Juribus Vicariorum Sacri Romani Imperii In Aurea Bulla Expressis. (Resp. Anton Fischer) Gerdes,  Wittenberg 1711. (Digitalisat)
- De Vicariatu Dissertatio Altera Qua Jura Vicariorum Sacri Romani Imperii In Avrea Bulla Non Expressa. (Resp. Christian Meisner) Gerdes, Wittenberg 1711. (Digitalisat)
- De usuris per modum interesse ultra alterum tantum non exigendis. (Resp. Gottfried Ernst Freyberg) Kreusig Wittenberg 1711. (Digitalisat)
- De juramento haeredum. (Resp. Johann Friderich Lampe) Gerdes, Wittenberg 1712. (Digitalisat)
- Dissertatio Juris Civilis ad materiam de iurisdictione compendii iuris Lauterbachiani. (Resp. August Heinrich Allius) Gerdes, Wittenberg 1713. (Digitalisat)
- Dissertatio Ivridica Inavgvralis De Redintegrando Matrimonio. (Resp. Johann Andreas Straphinvs) Gerdes, Wittenberg 1713. (Digitalisat)
- Dissertatio ivridica inavgvralis ad titvlvm de procvratoribvs et proxime seqventes compendii ivris Lavterbachiani. (Resp. Christophorus Fritzsche) Gerdes, Wittenberg 1713. (Digitalisat)
- Dissertatio Ad Avgvstissimi Cæsaris Hodie Regnantis Caroli VI. Capitvlationem. (Resp. Friedrich Weise) Wittenberg 1713.
- Progr. De notabilioribus quaestionibus circa privatam ultionem injuriarum in Saxonia. Wittenberg 1714.
- Electa forensia. (Resp. Ephraim Gothofredus Reich) Kreusig, Wittenberg 1715. (Digitalisat)
- De jure repressalium inter Principipes Imperii. Wittenberg 1715
- De libera facultate in eligendo vitae genere liberis permittenda. (Resp. Lucas Corthum) Gerdes, Wittenberg 1715. (Digitalisat)
- De reconventione ante finitam conventionem in foro Saxonico instituenda. (Resp. Johann Gottfried Schlegel) Gerdes, Wittenberg 1716. (Digitalisat)
- De vi & efficacia juramentorum in confirmandis causis matrimonialibus. (Resp. Georg Gottlieb Kraus) Kreusig, Wittenberg 1716. (Digitalisat)
- De Iure Circa Honores Senatorios, Senatibvs In Genere, Speciatimqve Hexapolitanis Competente. (Resp. Carl wilhelm Limmer) Creusig, Wittenberg 1716. (Digitalisat)
- Dissertatio Juridica De fructibus in Trebellianicam imputantis. (Resp. Carl Sigismund Clauer) Gerdes, Wittenberg 1716. (Digitalisat)
- Dissertatio iuridica inauguralis De probatione landsassiatus ex situ terrarum. (Resp. Christian Ludwig Schilling) Gerdes, Wittenberg 1717. (Digitalisat)
- Dissertatio juridica inauguralis qua veram de praescriptione immemoriali sententiam. (Resp. Carl Wilhelm Beyer) Gerdes, Wittenberg 1718. (Digitalisat)
- Programma Contra Beceri Dissertationem De Jure ex acceptatione promissi pro altero Facta. Wittenberg 1718. (Digitalisat)
- De cerebrina Certitudine corporis delicti. (Resp. Johann Gottfried Vogel) Gerdes, Wittenberg 1719. (Digitalisat)
- De incertitudine Medicinae, Progr. Wittenberg 1719.
- De usu beneficii deliberandi aliorumque juris Romani Capitum. (Resp. Ferdinand Wilhelm von Hartitzch) Gerdes, Wittenberg 1720. (Digitalisat)
- Dissertationes juris naturalis. Wittenberg 1721.
- De collatione nepotum aliisque juris capitibus. (Resp. Johann Ernst Scheel)   Gerdes,Wittenberg 1721. (Digitalisat)
- Dissertatio iuridica qua actionem de recepto aliaqve iuris capita adversus dissentientes asserta. (Resp. Johannes Hieronymus von Wedig) Fincel, Wittenberg 1721. (Digitalisat)
- Selectae observationes forenses, Pars IX & X. Vol. Vi. Wittenberg 1722
- De Rebus Mancipi Et Nec Mancipi Ex Antiquitate Et Critica Disserit. Wittenberg 1722. (Digitalisat)
- De actione cessa adversus confidejussorem in solidum competente. (Resp. Johann Ernst Gottlob Warnsdorf) Buch, Jena/Wittenberg 1722. (Digitalisat)
- Dissertatio juridica inauguralis qua errores fori circa bona utensilia vxori a marito tradita emendantur. (Resp. Johann Friderich Seyfried) Gerdes, Wittenberg 1723. (Digitalisat)
- Observationes forenses ex materia de pactis dotalibus aliisque juris capitibus. (Resp. Johann Christoph Klette)  Gerdes, Wittenberg 1723. (Digitalisat)
- Select. Observat. Repertorium. (Resp. Gottfried Reinhold Köselitz) Ludovicus, Wittenberg 1723. (Digitalisat)
- Judica de praecipuis scriptor. Juris Nat. Wittenberg 1723
- Principia jurisprud. Formular. Wittenberg 1723
- Selctae observationes forenses ex materia de practis dotibus. Wittenberg 1723
- De modo, Donationes ob agnationem Liberorum ex L. 8. C. de revoc. Donat. Retractandi, ad solas largitiones patroni in libertum collatas pertinente. (Resp. Daniel Höfer) Gerdes, Wittenberg 1724. (Digitalisat)
- Dissertatio iuridica de commissariorum a principe datorum potestate subdelegandi. (Resp. Johannes Theodor Naevius) Schroeder, Wittenberg 1724. (Digitalisat)
- De licta & illecita usuarum exactione hujusque poenis. Wittenberg 1724
- Disputatio Juridica De possessone haereditatis sine bona fide & justo titulo plane invalida. (Resp. August Naeve) Gaeberdt, Wittenberg 1724. (Digitalisat)
- Dissertatio Inavgvralis Jvridica De Iure Hagenstolziatus. (Resp. Hieronymus Nicolaus Gercken) Gerdes, Wittenberg 1724. (Digitalisat)
- Dissertatio inauguralis iuridia qua sententiam de obligatione ex pacto sponsalitio, quod vulgo Ja-Wort vocatur. (Resp. Johann Friderich Clement) Gerdes, Wittenberg 1724. (Digitalisat)
- Diss. an Princceps Imperii Privato, Mutuum repetendi, exceptionem illiciti soenoris & usurariae pravitatis recte objiciat & hic propteres inquisitioni & poenis in hoc Crimen constitutius subjiciciendus sit? Wittenberg 1725
- De beneficio ordis s. excussionis. Wittenberg 1725
- Enunciata Fori hodierni. Wittenberg 1725
- Vindiciae Diss. de obligatione ex pacto sponsalitio. Wittenberg 1726
- Principia juris ecclesiasticici Protestantium. Wittenberg 1726
- De superioritate territoriali, Noblibus im mediatis S. R. J. Competente. Wittenberg 1727
- De Reservato Ecclesiastico. Wittenberg 1727
- Dissertatio Iuridica De Effectu Traditionis Rerum Immobilium Allodialium Sine Iudiciali Investitura Inprimis Moto Creditorum Concursu. Wittenberg 1727
- Diss. Num judicum institutum contra Susannam uni alterive juri Conveniat? Wittenberg 1727
- De usu juris Justinianei in judiciis Germaniae non exiguto. Wittenberg 1727
- De jure affigendi publice mandata vogtheiae immediatae contra centenam asserto. Resp. Johann Gottfried Ellrich) Fincel, Wittenberg 1727. (Digitalisat)
- Dissertatio iuridica De Condictione indebiti, iniqua Judicis sententia absoluto & solventi haud competente. (Resp. Heinrich Brokes) Fincel, Wittenberg 1728. (Digitalisat)